# Taikyoku

Kalligrafie von Taikyoku

Taikyoku (jap. 太極, dt. das sehr große Äußerste, die großen Gegensätze oder Universum) ist eine Reihe von Kata im Karate.

## Ursprung und Name
Die Taikyoku wurden Mitte der 1930er Jahre von Funakoshi Gichin und seinem Sohn Yoshitaka für die Unterstufe, also für den 9. Kyū (Weißgurt) bis 7. Kyū (Orangegurt), des Shōtōkan entwickelt. Die Taikyoku sollen die Schüler auf die schon vereinfachten Heian vorbereiten. Der Name Taikyoku bezieht sich auf das chinesische philosophische Prinzip des Taiji, wird aber z. B. auch oft für Restaurants verwendet.

## Verbreitung
Andere Karate-Stile (Gōjū-Ryū, Kyokushin und Shitō-Ryū) adaptierten die Taikyoku und nahmen sie in ihren Stil auf. Im Shōtōkan selbst werden die Taikyoku heute nur noch selten geübt, vermutlich da Nakayama Masatoshi sie nicht in das Programm der Japan Karate Association (JKA) aufnahm. Im Shōtōkanryū Kase Ha von Taiji Kase dagegen sind sie fester Bestandteil der Karate-Ausbildung.

Embusen (Schrittdiagramm) der Taikyoku

## Gemeinsamkeiten der verschiedenen Varianten
In den Taikyoku wird jeweils nach einer Wendung eine Abwehrtechnik ausgeführt, gefolgt von einem bzw. drei Schritten mit jeweils einer Angriffstechnik. Das Embusen (Schrittdiagramm) der Taikyoku hat die Form eines „I“ bzw. „H“.

## Taikyoku in den verschiedenen Stilen

### Shōtōkan

#### Taikyoku shodan
In der Taikyoku shodan (shodan dt. erste Stufe) wird mit den zwei enthaltenen Techniken Oizuki chūdan und Gedan barai das Rhythmusgefühl, das Wenden und das Sanbon-Prinzip gelehrt.

#### Taikyoku nidan
Taikyoku nidan (nidan dt. zweite Stufe) unterscheidet sich nur in einer Technik gegenüber ihrem Vorgänger, nämlich dass der Oizuki nicht Chūdan (mittlerer Bereich vom Bauch bis Hals), sondern Jōdan (oberer Bereich vom Hals bis über den Kopf) ausgeführt wird.

#### Taikyoku sandan
In der Taikyoku sandan (sandan dt. dritte Stufe) kommt zum ersten Mal ein anderer Stand als Zenkutsu dachi, nämlich Kōkutsu dachi vor, in dem die Technik Uchi uke ausgeführt werden muss. Außerdem kommt wie bereits in Taikyoku nidan ein Jōdan Oizuki vor, jedoch müssen auch Chūdan Oizuki ausgeführt werden.

### Gōjū-Ryū
Die Taikyoku gehören im Gōjū-Ryū  zur Kategorie der Fukyu-Gata (dt. „verbreitete Kata“ → Anfängerkata) und sind modifizierte Formen der Taikyoku des Shōtōkan. Sie sollen Anfängern einen Einstieg in die Gekisai und später die klassischen Kata chinesischen Ursprungs (Koryū-Gata) ermöglichen. Die Taikyoku wurden im japanischen Gōjū-Ryū eingeführt. Sie gehören nicht zu den von Chōjun Miyagi festgelegten 12 Kata des Gōjū-Ryū.  Im DKV werden sie bei der Prüfung zum 8. Kyū (Gelbgurt) und 7. Kyū (Orangegurt) verlangt. Welche Taikyoku geprüft wird, bleibt dem Dōjō überlassen.
Die Varianten der Taikyoku basieren auf folgenden Ständen (Tachi), Abwehrtechniken (Uke waza) und Angriffstechniken (Tsuki-waza, Uchi-waza bzw. Keri-waza):

#### Taikyoku gedan
1. Shiko dachi, Haraiotoshi-Uke
2. Shiko dachi, Chūdan Oizuki

#### Taikyoku chūdan
1. Sanchin dachi, Chudan-uke (auch Yoko-uke oder Uchi-uke)
2. Zenkutsu dachi, Chudan Oizuki

#### Taikyoku jōdan
1. Sanchin dachi,  Age-uke
2. Zenkutsu dachi, Jōdan Oizuki

#### Taikyoku kake-uke
1. Sanchin dachi, Kake-uke
2. Zenkutsu dachi, Chūdan Mae-geri, Jōdan Mae-empi-uchi

#### Taikyoku mawashi-uke
1. Sanchin dachi, Mawashi-uke
2. Shiko dachi, Chūdan Mawashi-empi-uke, Jōdan Uraken-uchi, Haraiotoshi-uke, Chūdan Gyakuzuki

### Kyokushin
- Taikyoku sono ichi
- Sokugi taikyoku sono ichi
- Taikyoku sono ni
- Sokugi taikyoku sono ni
- Taikyoku sono san
- Sokugi taikyoku sono san

## Videos
- Mario Holderbach: Goju-Ryu-Kata. Best Fitness Solutions (DVD, ohne Altersbeschränkung)